# Sheikh Abu Naser Stadium
Sheikh Abu Naser Stadium (beng. শেখ আবু নাসের স্টেডিয়াম) – stadion krykietowy w Khulna, w Bangladeszu. Został otwarty w 2004 roku. Może pomieścić 15 OOO widzów. Swoje mecze rozgrywa na nim klub Khulna Titans.